# Northrop F-15 Reporter
Northrop F-15 Reporter (RF-61C) – amerykański samolot rozpoznawczy opracowany na bazie nocnego samolotu myśliwskiego Northrop P-61 Black Widow. Była to ostatnia maszyna rozpoznawcza z napędem tłokowym jaka weszła na uzbrojenie United States Air Force.

## Historia
W 1944 roku Northrop rozpoczął przebudowę dwóch seryjnych P-61B-10 do wersji myśliwca eskortującego charakteryzującego się bardzo dużym zasięgiem. W założeniu projektantów, nowa maszyna miała pełnić zadania eskortowe, towarzysząc wyprawom bombowym Boeing B-29 Superfortress w operacjach skierowanym przeciw wyspom japońskim a w przypadku wprowadzenia do linii już po zakończeniu działań wojennych, w potencjalnych akcjach przeciwko Związkowi Radzieckiemu i wyprawach bombowców nad jego olbrzymie terytorium. W samolotach o numerach seryjnych 42-39549 i 42-39557 całkowicie przebudowano gondolę kadłubową. Usunięto tylne stanowisko operatora radaru, zamykając kadłub metalową osłoną, pilot i nawigator otrzymali wspólną, kroplową osłonę kabiny, w której siedzieli jeden za drugim. Usunięto stację radiolokacyjną a za kabiną załogi umieszczono dodatkowy zbiornik paliwa o pojemności 1961 dm³, wraz z dodatkowymi, czterema zbiornikami zewnętrznymi maszyna dysponowała zapasem 9076 dm³, umożliwiał on lot z Niemiec Zachodnich nad Moskwę i z powrotem. Usunięto podkadłubowe działka Hispano M2 kalibru 20 mm, przewidując jednak ich montaż w wersji seryjnej. W dziobie samolotu umieszczono cztery karabiny maszynowe kalibru 12,7 mm. Tak przebudowane maszyny otrzymały oznaczenie XP-61E. Z dwóch wybudowanych egzemplarzy jeden utracono w kwietniu 1945 roku gdy podczas szybkiego kołowania pilot przypadkowo złożył podwozie. Latem tego samego roku cały program został anulowany. Dysponujący podobnym zasięgiem North American P-82 Twin Mustang charakteryzował się większą prędkością maksymalną. 
Niezrażona niepowodzeniem wytwórnia zaproponowała na bazie XP-61E zbudowanie wersji rozpoznawczej. Instalując w miejsce dziobowych karabinów maszynowych aparaty fotograficzne. Samolot poddano modyfikacjom, przebudowując w czerwcu 1945 roku dziób maszyny tak aby mógł pomieścić zespół aparatów. Projekt wzbudził zainteresowanie United States Army Air Forces, która w tym samym miesiącu roku zamówiła 175 egzemplarz samolotu, oznaczonych jako F-15A Reporter. Samolot prototypowy, XF-15A powstał na bazie XP-61E. Maszynę oblatał szef pilotów doświadczalnych Northropa L. A. "Slim" Parrett 3 lipca 1945 roku. Kolejne samoloty budowano wykorzystując płatowiec wersji P-61C-1 i zmodyfikowany kadłub XP-61E. Pierwszą maszynę z płatowcem P-61C oblatano 17 października 1945 roku. Nowa konstrukcja napędzana była standardowymi dla wersji C silnikami Pratt & Whitney R-2800-C ze sprężarkami, usunięto jednak charakterystyczne dla tej wersji hamulce aerodynamiczne na górnej i dolnej powierzchni skrzydeł. We wrześniu 1946 roku rozpoczęto produkcję seryjną, którą zakończono rok później po wybudowaniu 36 egzemplarzy. Tak szybkie zakończenie produkcji spowodowane było prawdopodobnie pojawieniem się maszyn z napędem odrzutowym, dającym nieporównanie większe możliwości niż napęd tłokowy.

## Służba
Dziewięć z wybudowanych maszyn skierowano do dowództwa Air Material Command, pozostałe do 8th Photographic Reconnaissance Squadron (8 Dywizjonu Rozpoznawczego) stacjonującego w Japonii w Johnson Air Base (obecnie Baza Iruma) w Sayama a będącego częścią 35th Fighter Group. Pierwsze samoloty dotarły do Japonii na pokładzie statku w marcu 1947 roku. Morska woda i warunki panujące na statku transportowym były przyczyną pojawienia się korozji na trzech z czterech przewożonych maszyn, korozji tak znacznej, że trzy maszyny uznano za niezdatne do naprawy i zezłomowano. W październiku 1947 roku dywizjon osiągnął pełny stan, szesnastu maszyn. W latach 1947–1948 samoloty wykonywały loty nad Japonią uczestnicząc w programie Post-Hostilities Mapping Program i Półwyspem Koreańskim robiąc zdjęcia, które posłużyły do wykonania szczegółowych map. Zdjęcia masowych grobów na Półwyspie Bataan jakie wykonały F-15, wykorzystano w powojennych procesach japońskich zbrodniarzy wojennych. Wraz z wyodrębnieniem się United States Air Force, zmieniono dotychczasowe oznaczenie F-15A na RF-61C. 1 kwietnia 1949 roku, po 22 miesiącach służby, wszystkie RF-61C z 8th Photographic Reconnaissance Squadron zostały wycofane z linii i przeniesione do 35th Maintenance Squadron, gdzie oczekiwały na złomowanie.